# Gangster Squad (LAPD)
Pour les articles homonymes, voir Gangster Squad.
Le Gangster Squad, en français : Escouade Gangster, plus tard appelé Organized Crime Intelligence Division (OCID), est une unité spéciale créée par le Los Angeles Police Department (LAPD) en 1946 pour empêcher la mafia de la côte ouest et les éléments du crime organisé de s'implanter à Los Angeles, en Californie aux États-Unis. Lors de sa création, l'unité est composée d'une dizaine d'hommes.

## Origine
L'unité est créée par le chef de la police du LAPD de l'époque, Clemence B. Horrall, en 1946. Il s'agissait d'un détachement de renseignement criminel composé de dix hommes qui allait être connu sous le nom de Gangster Squad. Outre la lutte contre le crime organisé, ils ont pour mission d'espionner les policiers corrompus. Parmi les criminels visés, on trouve Mickey Cohen, Jack Dragna (en), Bugsy Siegel, Jack Whalen (en) et Jimmy Fratianno (en).

## Histoire
Comme le note le film Gangster Squad, sorti en 2013, le véritable Gangster Squad a mené une guerre contre le crime avec des méthodes qui seraient considérées comme illégales selon les règles contemporaines. Le sergent Jack O'Mara le déclarait dans le Los Angeles Times pour l'article en ligne Crusaders in the underworld: The LAPD takes on organized crime, « Nous avons fait beaucoup de choses pour lesquelles nous serions mis en accusation aujourd'hui ». William A. Worton (en) a dirigé le LAPD en 1949 et a augmenté la taille de l'équipe, tout en la rebaptisant Intelligence Division (en français : Division du renseignement). William Parker devient le chef de la police en 1950, et agrandit encore l'équipe, notamment en le complétant par une équipe féminine.

## Dans les médias
- Le film Gangster Squad de 2013 - bien que prenant des libertés considérables avec son modèle - est inspiré par le Gangster Squad du LAPD.
- Le film La Police est sur les dents (en) de Jack Webb, tourné en 1954, est basé sur la Division des renseignements, également connue sous le nom de Gangster Squad.
- L'auteur James Ellroy utilise une version différente et fictive du Gangster Squad, appelée Mobster Squad, dans ses romans du Quatuor de Los Angeles. L'équipe est présentée dans L.A. Confidential et est dirigée par le capitaine corrompu du LAPD, Dudley Smith. Leurs tâches consistent notamment à extorquer des aveux aux suspects, à effrayer et repousser les criminels hors de la ville, à contrôler et contenir la criminalité.
- Des unités similaires sont représentées dans le film Les Hommes de l'ombre de 1996 et dans la mini-série Mob City de 2013, l'escouade est désignée comme « Horrall's gang of thugs » (en « français : la bande de voyous de Horrall »).
- Dans le livre L.A's Secret Police : Inside the Elite Spy Network, l'ancien inspecteur de l'OCID, Mike Rothmiller explique comment, dans les années 1970 et 1980, l'OCID s'intéressait davantage aux célébrités et aux hommes politiques qu'aux mafieux. Il s'est vu refuser la permission de rencontrer un important informateur de la mafia à Las Vegas, mais des ressources ont été dépensées pour que six officiers surveillent la maison d'un politicien sur la plage en raison d'une possible activité homosexuelle.
- Le film de 1950, 711 Ocean Drive dépeint le Gangster Squad qui enquête sur un syndicat de paris sur les courses de chevaux.

### Source de la traduction
- (en) Cet article est partiellement ou en totalité issu de l’article de Wikipédia en anglais intitulé « Gangster Squad (LAPD) » (voir la liste des auteurs).